# Спітаменська нохія
Спіта́менська но́хія (тадж. Ноҳияи Спитамен) — адміністративна одиниця другого порядку в складі Согдійського вілояту Таджикистану. Центр — смт Нау, розташоване за 26 км від Худжанда. Названа на честь согдійського воєначальника Спітамена.

## Географія
Нохія розташована в долині річок Сирдар'я та її лівої притоки Аксу. На заході межує з Ганчинською та Зафарабадською, на сході — з Гафуровською, на півночі — з Матчинською нохіями Согдійського вілояту, на півночі має кордон з Узбекистаном, а на півдні — з Киргизстаном. Окрім цього нохія має невеликий анклав Фармонкургон по каналу Дальварзин між Узбекистаном та Матчинською нохією.

## Адміністративний поділ
Адміністративно нохія поділяється на 6 джамоатів та 1 смт (Нау):
| Спітаменська нохія (2002) |           |                      |
| Джамоат                   | Населення | Центр                |
| Куркацький джамоат        | 19849     | кишлак Куркат        |
| Куштегірмонський джамоат  | 6698      | кишлак Куштегірмон   |
| Науський джамоат          | 5936      | смт Нау (14646 осіб) |
| Октеппський джамоат       | 13457     | кишлак Октеппа       |
| Тогояцький джамоат        | 13238     | кишлак Тогояк        |
| Фармонкургонський джамоат | 6271      | кишлак Фармонкургон  |

## Історія
Нохія утворена в середині XX століття як Науський район в складі Ленінабадської області Таджицької РСР. Після отримання Таджикистаном незалежності називається Науською нохією. 21 листопада 2003 року її перейменовано на Спітаменську нохію.